# Rym al-Ali
Princezna Rym al-Ali (* 1969) je alžírská manželka jordánského prince Ali bin Husseina, za kterého se provdala 7. září 2004. Je dcerou Lakhdara Brahimi, alžírského ministra zahraničí. Její matka, Mila Bacic, je napůl chorvatského a napůl arménského původu. Vyrůstala ve Velké Británii a Alžírsku a studovala ve Francii a USA.
Spolu s princem Ali a jejími dvěma dětmi, princeznou Jalila bint Ali a princem Abdullahem, žijí v Ammánu.

## Vzdělání
- BA v zeměpisu a MA v anglické literatuře na Sorbonne University v Paříži - odmaturovala s vyznamenáním v roce 1990
- MPhil v politickém dění na Institut d'Études Politiques de Paris v roce 1991
- Magistra v žurnalistice se zaměřením na mezinárodní zprávy - Columbia University v roce 1994